# Tarquin et Lucrèce (Titien, Bordeaux)
Pour les articles homonymes, voir Tarquin et Lucrèce.
Tarquin et Lucrèce – ou Le Viol de Lucrèce – est un tableau réalisé par le peintre italien Titien vers 1570-1571. Cette huile sur toile de format vertical représente l'agression de Lucrèce par Sextus Tarquin, ici figuré menaçant d'un poignard sa victime nue, dont il a saisi un avant-bras. L'œuvre fait partie des collections du musée des Beaux-Arts de Bordeaux, à Bordeaux, en France.
Une autre version existe au Fitzwilliam Museum de Cambridge, au Royaume-Uni. La composition de cet autre Tarquin et Lucrèce comprend en plus de celle de la peinture bordelaise un troisième personnage qui écarte un rideau à gauche pour observer la scène.

## Analyse plastique
Cette oeuvre de Titien illustre un moment dramatique dans l'histoire romaine. Pour réaliser une analyse plastique de cette œuvre, nous proposons d'examiner quelques'uns de ses aspects fondamentaux : la composition du tableau, l'utilisation de couleurs, l'emploi de la lumière et la façon dont le peintre représente les figures humaines.
L'œuvre se distingue par une composition structurée qui attire l'oeil du spectateur. Le tableau est divisé en deux parties principales par une diagonale: la partie droite représente Lucrèce, et la partie gauche, Tarquin, qui apparaît dans une posture de domination, il tient un poingnard dans sa main droite. Cette diagonale formée par la position des personnages crée une tension dramatique.
Titien complète la composition par l'ajout de lignes horizontaux de linge sur le lit de Lucrèce et par les rideaux situés au fond de la scène. Cette décision plastique crée une illusion de la composition ouverte qui se prolonge hors du tableau - une caractéristique propre à l'art de Titien.
En ce qui concerne la maîtrise des couleurs dans cette oeuvre, les couleurs de tons chauds et riches prédominent. Tarquin est habillé en rouge, un symbol de sa passion et son agréssion. Lucrèce, à son tour, est représentée toute nue allongée sur les draps blancs - symbole de l'innocence.
La lumière joue un rôle primordial dans l'oeuvre de Titien car elle sert à intensifier la drame et l’émotion de la scène. La lumière éclate davantage le corps de Lucrèce ainsi que son visage envahi par l'horreur. La scène principale est mis en lumière tandis que le fond est dans l'obscurité - cette manière de représentation augmente la tension théâtrale du sujet.

Les expressions des personnages sont bien prononcées et sertent à la bonne compréhension de la scène. Le visage de Lucrèce exprime une détresse et une peur profonde. Ses yeux grands ouverts, sa bouche est aussi ouverte d'un petit cri de résistance, elle semble à la fois pétrifiée et surprise, en anticipant la tragédie. Elle essaie d'écarter les mains de son agrésseur. Tarquin, à son tour, est représenté avec une expression déterminée et rigide. Son regard fixe Lucrèce de manière dominante. Titien crée savamment ce contraste émotionnel entre les deux personnages afin de nous plonger dans l'ambience inquiétante de l'oeuvre.

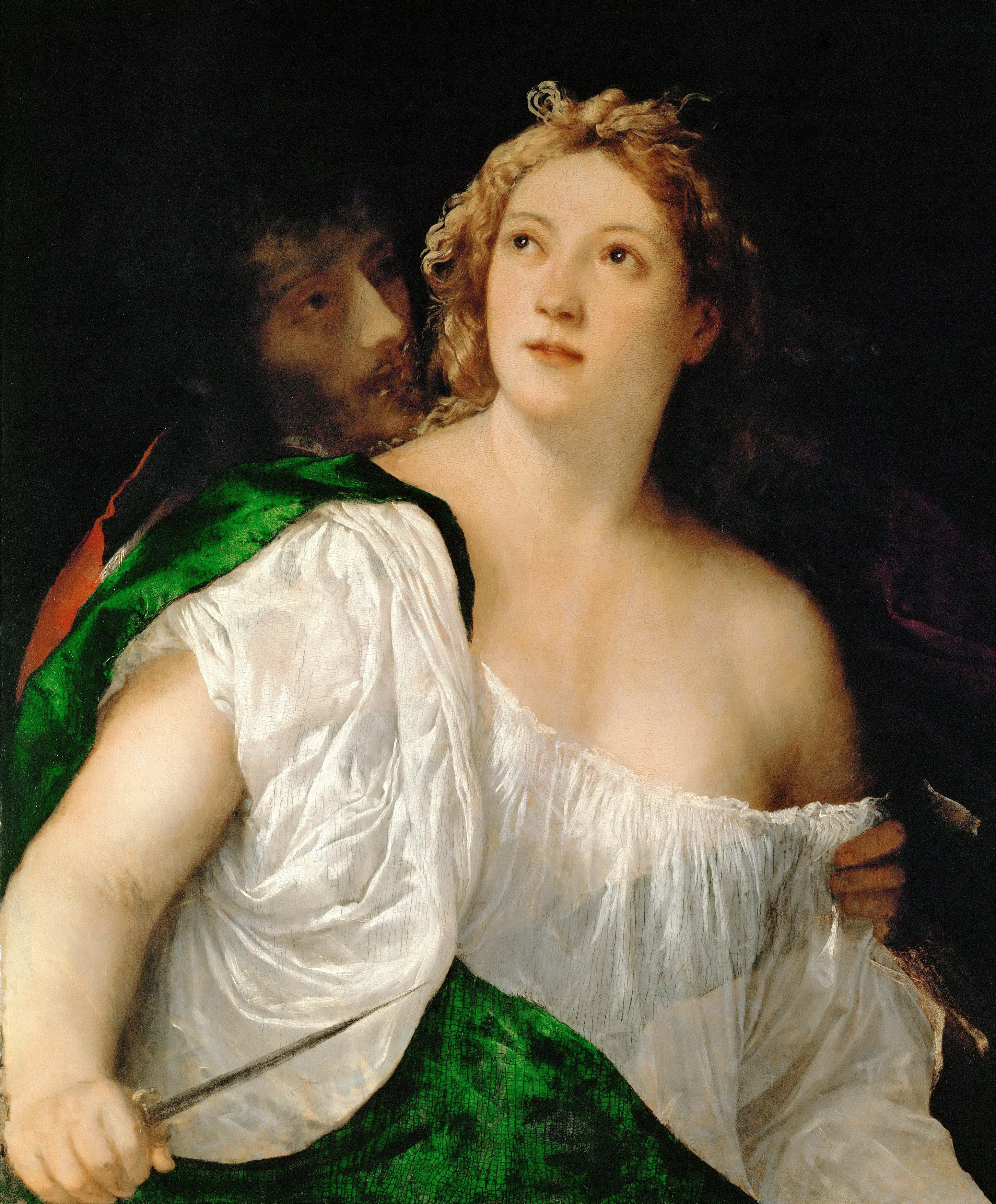
Tarquin et Lucrèce, vers 1515 – Musée d'Histoire de l'art de Vienne, Vienne.
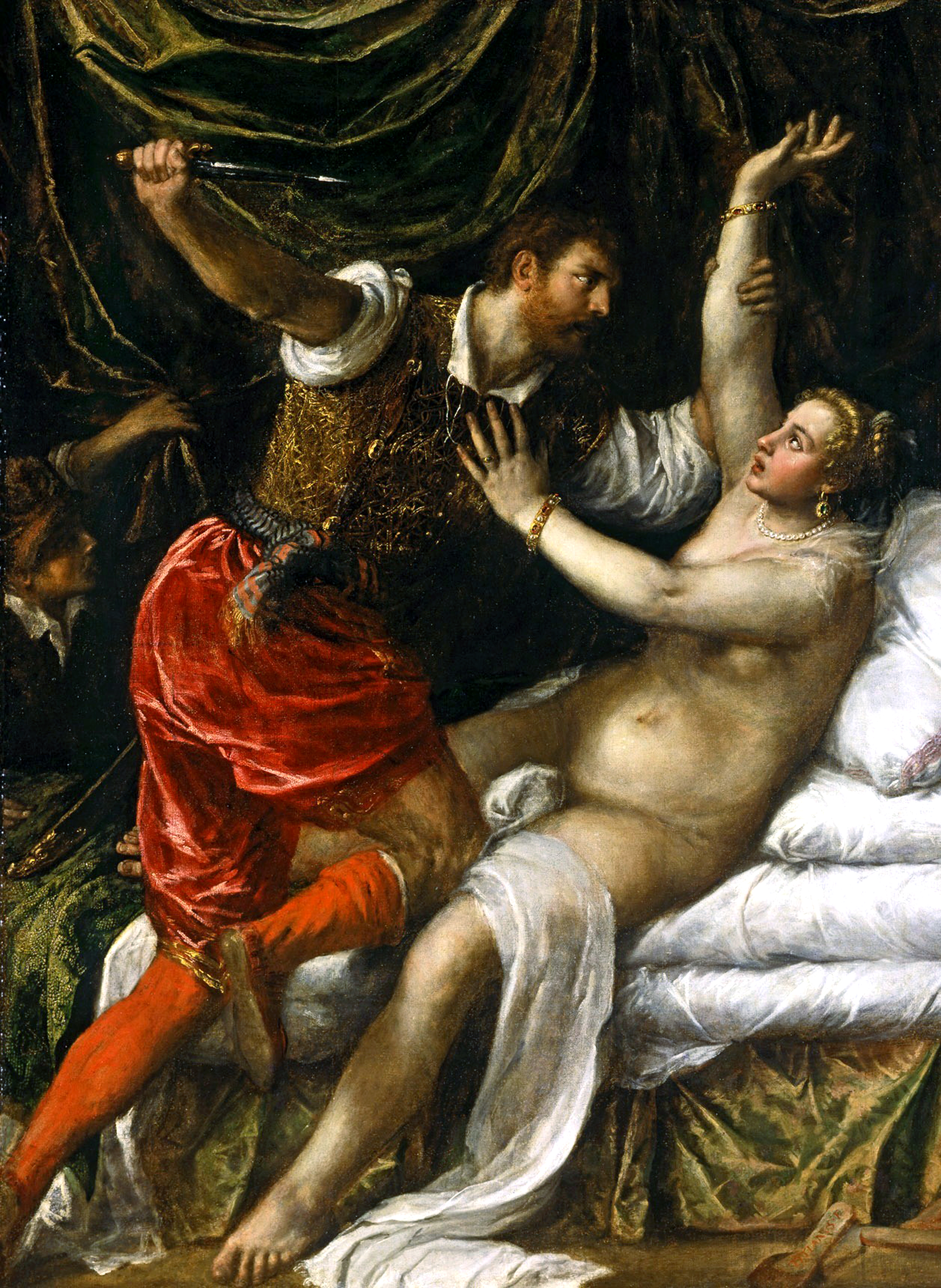
Tarquin et Lucrèce, 1571 – Fitzwilliam Museum, Cambridge